# Руденко Юрій Миколайович
Ю́рій Микола́йович Руде́нко (рос. Юрий Николаевич Руденко; * 30 серпня 1931, Макіївка, тепер Донецької області,— † 7 листопада 1994, Москва), — академік АН СРСР, після 1991 року — РАН, фахівець у галузі електроенергетики.

## З життєпису
1955 року закінчив Ленінградський заочний індустріальний інститут і почав працювати на Орсько-Халіловському металургійному комбінаті, а потім (до 1960) — в Ленінградському політехнічному інституті. В 1960—1963 — в Об'єднаному диспетчерському управлінні Єдиної енергетичної системи Сибіру (Кемерове), спочатку керівником групи, а згодом — начальником служби режимів. 1963 року перейшов на наукову роботу до Сибірського енергетичного інституту Сибірського відділення АН СРСР, де 1966 року обійняв посаду заступника директора, а 1973 — директора.
23 грудня 1976 року був обраний членом-кореспондентом АН СРСР по Відділенню фізіко-технічних проблем енергетики, а 23 грудня 1987 — академіком по тому ж таки відділенню.
Основні праці Руденка присвячено теорії та методам дослідження надійності паливно-енергетичного комплексу (а також тих спеціалізованих систем енергетики, з яких цей комплекс складається). Розробив основи автоматизованого оперативного управління великими енергетичними системами (у масштабах цілого СРСР), досліджував надійність електроенергетичних та трубопровідних систем з використанням математичного моделювання та обчислювальних машин.
Брав активну участь у міжнародній співпраці в своїй галузі: був членом радянського та одного з міжнародних комітетів Міжнародної конференції з великих енергетичних систем.
Нагороджений орденами Жовтневої революції та Дружби народів.